# Strophanthus luteolus
Strophanthus luteolus là một loài thực vật có hoa trong họ La bố ma. Loài này được Codd miêu tả khoa học đầu tiên năm 1961.